# خانه عبدالرحیم نعمتی
منزل عبدالرحیم نعمتی مربوط به دوره قاجار است و در شیراز، خیابان زند باریک، نرسیده به حمام بهارستان واقع شده و این اثر در تاریخ ۱۱ دی ۱۳۸۰ با شمارهٔ ثبت ۴۵۲۰ به‌عنوان یکی از آثار ملی ایران به ثبت رسیده است.